# Sudaca
A palavra sudaca é, de acordo com a definição do Dicionário da língua espanhola da Real Academia Espanhola, uma expressão depreciativa utilizada para referir-se às pessoas naturais da América do Sul ou da América espanhola. Outras fontes não normativas citam também a variante "sudoca", com significado similar.

## Etimologia
Segundo o dicionário de jargões de Francisco Umbral, o vocábulo tem sua origem na corruptela juvenil do termo espanhol "sudamericano" (sul-americano) na fala das classes populares durante a movida madrileña. Neste movimento cultural, já se pode verificar seu uso por parte de Carlos Segarra, o líder da banda rockabilly Los Rebeldes, que aos 16 anos disse literalmente que tocava "ao lado de magos, sudacas e travestis".  A expressão, assim como outras definidas por Umbral como "jargão de geração", foi adotada posteriormente pelo Dicionário da Real Academia Espanhola.

## História
No final dos anos 1970 e princípio dos 80, muitos exilados políticos vindos da Argentina, do Chile e do Uruguai chegaram à Espanha. Eles contavam com a grande solidariedade da sociedade espanhola da Transição, sendo costumeira a programação de eventos como conferências, concertos e exposições, dentre outros. Nas ruas do centro de Madri também havia grupos de música andina que improvisavam com charangos, quenas, bumbos e violões. Estes acontecimentos fizeram com que o folclore sul-americano virasse moda e fosse conhecido como a "movida sudaca", que viveu também sua época de ouro em contraposição à madrilenha e dando, assim, início ao uso do termo.

## Uso
Alguns sul-americanos podem utilizar este termo de forma irônica para referir-se a si mesmos. Assim, em 1988, um grupo de mulheres espanholas e sul-americanas residentes na Espanha, dentre elas, por exemplo, a escritora uruguaia Carmen Posadas, criou a associação Sudacas Reunidas S.A. para lutar contra a discriminação sofrida pelas mulheres sul-americanas na Espanha. Com o mesmo sentido debochado, pode-se empregar a palavra "Sudáquia ou Sudacalândia" para aludir-se à América do Sul, à América espanhola ou à América Latina.
Outras expressões pejorativas usadas na Espanha para se referir às pessoas da América do Sul são "panchito" (aplicado só a indivíduos de aspecto ameríndio), "machu picchu" (apelido de um personagem da série de televisão espanhola "Aída" interpretado pelo ator Óscar Reis, que fazia uma caricatura do estereótipo do imigrante sul-americano na Espanha), "guachupino" e "payopony" (neologismo racista utilizado principalmente por pessoas de etnia cigana para fazer alusão a latino-americanos de traços ameríndios, é composto pelos vocábulos "payo", palavra caló que significa "pessoa não cigana", e pony — adaptado ao espanhol com a grafia "poni" —, "cavalo de baixa estatura").